# 王長勇
王長勇（1957年2月—），男，山东桓台人，中国政治人物。曾任昆明钢铁控股有限公司董事长、党委书记。

## 生平
1957年出生於雲南省个旧市。1974年至1977年，在红河州蒙自县冷泉公社当知青。1977年至2001年，在云南锡业集团（控股）有限责任公司工作，历任马矿劳资科科长、副矿长，劳动人事处处长，党委常委、副经理等职。1984年至1986年就读于浙江冶金经济专科学校经济系。2001年至2006年，任昆明钢铁集团有限责任公司党委副书记、总经理。2006年至2015年，任昆明钢铁控股有限公司党委书记、董事长（2007年至2015年，兼任武钢集团昆明钢铁股份有限公司副董事长）。2015年至2016年，任云南省人大常委会预算工委副主任（正厅级）。2017年至2020年，任云南省人大财政经济委员会主任委员。2020年3月退休。
王长勇退休一年后，昆钢腐败案的盖子被揭起。2021年4月，云南省纪委监委发布消息，昆钢原党委书记、董事长杜陆军被查，多人主动投案。2022年7月，云南省纪委监委发布消息，王长勇也涉嫌严重违纪违法，接受纪律审查和监察调查。同年9月，遭到开除党籍处分。12月，昆明铁路运输检察分院针对王长勇涉嫌签订合同失职被骗罪、国有公司人员失职罪、受贿罪一案向昆明铁路运输中级法院提起公诉。

## 相關連結
- 王长勇：挺起云岭“钢”脊梁 时代名流总27期

| 商界職務      | 商界職務                             | 商界職務      |
| ------------- | ------------------------------------ | ------------- |
| 前任： 郝蜀东 | 昆明钢铁董事长 2006年5月－2015年10月 | 繼任： 赵永平 |